# Дом Фитингофа
Дом Фитингофа — дом, построенный в 1788—1790 годах для президента Медицинской коллегии И. Ф. Фитингофа в стиле русский классицизм по проекту архитектора Джакомо Кваренги. Здание расположено в центре Санкт-Петербурга, на углу Адмиралтейского проспекта и Гороховой улицы.

## История

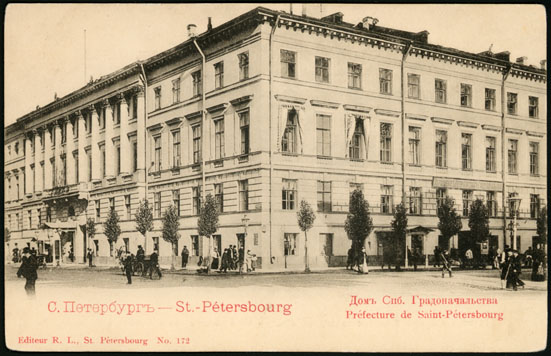
Дом Санкт-Петербургского градоначальника. Открытка начала XX в.

### XVIII—XIX века
В 1786 году участок, на котором находится дом, был подарен Екатериной II генерал-майору А. П. Ермолову. В 1788 году Ермолов продал землю президенту Медицинской коллегии И. Ф. Фитингофу. По его заказу архитектором Д. Кваренги был построен дом (городской особняк без сада, но с двором). После смерти И. Ф. Фитингофа в 1792 году следующим владельцем дома стал граф А. Н. Самойлов, племянник Г. А. Потёмкина. В 1804 году дом был куплен в казну и в 1804—1805 годах частично перестроен архитектором А. А. Михайловым. В 1804 году в дом переехали «губернские присутственные места» — администрация Санкт-Петербурга, и здание стало известно как Дом губернских присутственных мест.
В 1820-х годах в губернских присутственных местах работали декабристы: с января 1821 года по март 1824 года в этом здании заседателем уголовной палаты служил К. Ф. Рылеев, а в 1823 году в Петербургской палате уголовного суда служил
И. И. Пущин.
В 1830-х годов здесь находились: Губернское правление, Казённая палата, Палата уголовного суда, Палата гражданского суда, Надворный суд, Земской и уездный суды, Приказ общественного призрения, Губернский землемер и его чертёжная, Губернская типография, Уездное казначейство, денежные кладовые и счётная, архивы Губернского правления, Казённой палаты и судебных палат, гауптвахта, арестные помещения, в том числе для женщин, квартиры чиновников и младшего обслуживающего персонала. а также Губернское рекрутское присутствие (1831—1874) и др.
В 1870-х годах дом оказывается в собственности у петербургского градоначальника — в этот период здание надстраивают ещё одним этажом, пятым, со стороны двора. В 1877—1880 годах был произведён капитальный ремонт и перестройка интерьеров (архитектор К. К. Андерсон). В 1876 году сюда перенесли церковь из дома военного губернатора (затем обер-полицмейстера) — церковь святого Николая Чудотворца при Управлении градоначальства и столичной полиции. В здании разместилось Отделение по охране общественной безопасности и спокойствия, в связи с чем его история связана с именами ряда «государевых преступников»: народовольцев А. К. Соловьёва, Н. И. Рысакова и Н. Н. Кибальчича. Революционерка В. И. Засулич стреляла в петербургского градоначальника Ф. Ф. Трепова 24 января 1878 года именно в здании Управления петербургского градоначальства. Во дворе здания имелись арестные камеры, в которых в 1900 году поместили Владимира Ульянова (Ленина) и О. Ю. Цедербаума (Мартова).
В 1905 году здесь планировалось подавление массовых народных выступлений. Управление Отделения по охране общественной безопасности и порядка при градоначальстве (1906—1909, руководитель А. В. Герасимов), размещавшееся в здании, являлось центром политического розыска.

### После революции
Во время Февральской революции 1917 года генералом С. С. Хабаловым и Петроградским градоначальником А. П. Балком была предпринята попытка организовать сопротивление из здания градоначальства, но она провалилась.
После Октябрьской революции и до 10 марта 1918 года здание занимала Всероссийская чрезвычайная комиссия по борьбе с контрреволюцией и саботажем (ВЧК), которую возглавлял Ф. Э. Дзержинский. Имеется мемориальная доска: «В этом доме с 7 (20) декабря 1917 года по 10 (23) марта 1918 года находилась Всероссийская Чрезвычайная Комиссия по борьбе с контрреволюцией и саботажем, которую возглавлял выдающийся деятель Коммунистической партии и Советского государства, ближайший соратник В. И. Ленина — Феликс Эдмундович Дзержинский» (установлена в 1959 году, архитектор М. Ф. Егоров, скульпторы А. И. Далиненко, В. И. Татарович, Г. Д. Ястребенецкий, материалы — гранит, известняк). Также в 1974—1990 годах в здании находился мемориальный музей-кабинет Дзержинского.
В 1920-х годах в доме располагалась Комиссия по гражданским делам, которой руководил К. Е. Ворошилов.
После переезда ВЧК в 1918 году в Москву была организована Петроградская ЧК, председателем которой стал М. С. Урицкий, затем Глеб Иванович Бокий. В 1922 году по постановлению ЦИК было создано Объединённое Главное политическое управление (ОГПУ), к которому перешли функции ЧК. До 1934 года в здании размещалось Ленинградское управление милиции (Ленинградское отделение ОГПУ). После его переезда в здание на Литейном проспекте дом стал жилым.
В 1970—1980-е годы — здание Главленинградстроя, Управление автоматизированной системы планирования, контроля и регулирования строительства с ИВЦ и центральной диспетчерской. С 1994 года здесь находится филиал музея политической истории России — музей Истории политической полиции (мемориальная экспозиция).

## Архитектура
Фасады четырёхэтажного дома выполнены в классическом стиле. Основной фасад дома обращён к Адмиралтейству, его центральная часть выделена ризалитом с колоннадой, состоящей из 10 колонн коринфского ордера на уровне третьего и четвёртого этажей. Над входом, на уровне третьего этажа — балкон, огражденный балюстрадой с фигурными балясинами. Цокольный этаж со двора облицован путиловской плитой, с улицы — гранитом. Окна второго этажа декорированы замковыми камнями, над окнами третьего этажа сандрики в виде прямых карнизов.
Дом играет немаловажную роль в формировании ансамбля исторического центра Санкт-Петербурга — по просьбе российского императора Александра I ряд композиционных элементов дома Фитингофа был использован Карлом Росси в здании Главного штаба на Дворцовой площади и Огюстом Монферраном в доме Лобанова-Ростовского на Исаакиевской площади. Просьба самодержца положительно сказалась на архитектурном облике ансамбля центральных площадей Санкт-Петербурга.
В здании сохранилось несколько оригинальных интерьеров, в частности, до наших дней почти неизменным дошёл отделанный в конце XVIII века вестибюль.